# Gliese 408
Gliese 408 är en ensam stjärna i mellersta delen av stjärnbilden Lejonet. Den har en skenbar magnitud av ca 10,02 och kräver åtminstone ett mindre teleskop för att kunna observeras. Baserat på parallaxmätning inom Hipparcosuppdraget enligt Gaia Data Release 2 på ca 148,2 mas, beräknas den befinna sig på ett avstånd på ca 22 ljusår (ca 6,7 parsek) från solen. Den rör sig bort från solen med en heliocentrisk radialhastighet på 3 km/s.

## Egenskaper
Gliese 408 är en röd dvärgstjärna i huvudserien av spektralklass M2.5 V. Den har en massa som är ca 0,41 solmassa, en radie som är ca 0,43 solradie och har ca 0,0037 gånger solens utstrålning av energi från dess fotosfär vid en effektiv temperatur av ca 3 500 K. Inga tecken på en omgivande stoftskiva kring stjärnan har observerats.